# Mateus de Meneses Lemos e Carvalho
Mateus de Meneses Lemos e Carvalho (Angra do Heroísmo, 22 de Julho de 1785 — ?) foi um político e militar português. 

## Biografia
Aderiu ao movimento liberal da ilha Terceira e foi um dos signatários do auto da revolução de 22 de Junho de 1828.
Foi filho de José Luís de Sousa de Meneses Lemos e Carvalho e de Benedita Quitéria da Rocha Sá Coutinho da Rocha, senhora de um morgado na ilha Terceira, e irmão de Francisco de Meneses Lemos e Carvalho, que foi militar e defensor da causa liberal.
Casou com Maria Luísa do Canto e Castro de Teive Cabral.